# Pietro Palazzini
Pietro Palazzini (Piobbico, 19 maggio 1912 – Roma, 11 ottobre 2000) è stato un cardinale italiano.

## Biografia
Nacque a Piobbico il 19 maggio 1912, figlio di Giovanni e di Luigia Conti. Dopo gli studi nella città di Cagli e poi presso il seminario regionale di Fano, fu ordinato sacerdote il 6 dicembre 1934. Trasferitosi a Roma, nel 1939 ha conseguito il diploma in Archivistica, Paleografia e Diplomatica. Nel 1942 fu nominato assistente del Pontificio Seminario Romano Maggiore, al fianco di monsignor Roberto Ronca. In quegli stessi anni, si prodigò a rischio della vita in favore di numerosi ebrei e rifugiati politici che vivevano una condizione di estremo disagio a causa dell'occupazione nazista della città. Per questi motivi, nel 1983, lo Yad Vashem dello Stato d'Israele lo ha insignito della Medaglia dei Giusti tra le nazioni.
Nel 1945 divenne professore presso la Facoltà Teologica della Pontificia Università Lateranense, della quale pochi anni dopo sarebbe stato preside. Giovanni XXIII lo nominò arcivescovo titolare di Cesarea di Cappadocia nel 1962 e, Paolo VI nel concistoro del 5 marzo 1973 lo elevò al rango di cardinale. Nel 1980 Giovanni Paolo II lo nominò prefetto della Congregazione per le cause dei santi, che guidò sino al 1988. Nel 1992, nonostante avesse già raggiunto il limite anagrafico degli ottanta anni, fu nominato da Giovanni Paolo II presidente ad interim della Corte di Cassazione della Città del Vaticano.
Morì a Roma l'11 ottobre 2000 all'età di 88 anni. Le esequie furono celebrate dal pontefice all'altare della Cattedra della Basilica di San Pietro, come di prassi per i cardinali di curia. Nel 2008 il feretro del cardinale è stato tumulato nella Chiesa di San Girolamo della Carità in Roma, dove riposa anche le spoglie del fratello, monsignor Giuseppe Palazzini.

## Opere
Uno degli elementi che caratterizzano la vita di Pietro Palazzini è lo studio, che è sempre stato profondo e costante, abbinato all'autentica volontà di diffondere la cultura. Dagli anni cinquanta inizia la sua attività di pubblicista quasi inesauribile e che si protrarrà per un ventennio fino agli anni settanta. Autore di un importante Trattato di Teologia Morale in quattro volumi (1953), fu ideatore della Bibliotheca Sanctorum (1961) che condusse in prima persona.
Dell'Enciclopedia Cattolica fu redattore per la parte giuridica, morale e sociologica (1958-1964). Inoltre egli è l'autore del Dizionario di Teologia Morale (1966), dei Concili Ecumenici in sei volumi (1963) e del Dizionario Canonistico e Morale in quattro volumi (1962). Il diploma in Archivistica, Paleografia e Diplomatica conseguito nel 1939 è anche, però, un segno rivelatore, oltre che una base notevole, che attesta la sua ricerca in campo storico. A lui si devono illuminanti studi condotti con profondo rigore scientifico e concernenti proprio le sue terre di origine. Non fu certo assente neppure alla stesura dei libri che il fratello mons. Giuseppe Palazzini ebbe a dedicare in particolare a Piobbico e a Cagli. Autenticamente umile, sempre schivo della mondanità, incalzante in ogni colloquio al fine di giungere rapidamente al nocciolo delle questioni, Palazzini va certo ricordato anche per il suo impegno rivolto alla tutela dei beni culturali. Non è un caso che l'eminente porporato oltre ad essere canonico onorario della Basilica Cattedrale di Cagli sia anche dal 1984 cittadino onorario della stessa città.
Cagli gli deve molto perché ai tanti che hanno bussato alla sua porta è difficile trovare qualcuno che non abbia ricevuto il suo conforto e soccorso. Personalmente, scrive Alberto Mazzacchera, posso attestare l'impegno generoso del card. Pietro Palazzini per vari beni culturali cagliesi per la cui tutela mi sono rivolto proprio a lui. Lo conobbi, pochi giorni prima del Natale 1989, proprio per la questione delle coperture della vasta Basilica Cattedrale di Cagli. Subito dopo fui al suo fianco quale segretario del Centro Studi Avellaniti, l'istituzione culturale fondata negli anni settanta dallo stesso e presieduta ma anche materialmente diretta con indicibile impegno fino a larga parte degli anni novanta del XX secolo. Per Piobbico il cardinale Palazzini, dove amava riparare dalla calura estiva romana, non ha lesinato energie. A lui si deve innanzitutto il recupero del castello dei Brancaleoni che senza ombra di dubbio oggi sarebbe, diversamente, ridotto a poca cosa. Si tratta, come scriveva Maria Luisa Polichetti nel 1985, di un recupero emblematico anche per le modalità con cui esso è andato realizzato. Avviato per volontà della comunità di Piobbico, è stato realizzato dallo Stato, e per esso dal Ministero per i Beni Culturali e Ambientali attraverso i suoi organi centrali e periferici.
Un'operazione, quella del castello dei Brancaleoni, avviata nel 1961 e che trova una sua concretizzazione con la chiusura della trattativa di vendita nel 1970 e il passaggio, dietro versamento del corrispettivo di £ 29.600.000, tra le proprietà statali. Il palazzo, rammenta sempre Polichetti, giaceva ormai nell'abbandono, era poco conosciuto ed era trattato alla stregua di magazzino, deposito o alloggio per famiglie meno abbienti. Liberati gli ambienti dalle famiglie che lo occupavano grazie alla costruzione di alloggi popolari, nel 1971 la Soprintendenza per i Beni Ambientali e Architettonici pone mano ai primi lavori di restauro, anche se un vero e proprio piano organico per le successive opere viene stilato solo verso la fine degli anni settanta, quando ormai le situazioni di pericolo erano state finalmente eliminate. L'opera di restauro proseguirà fino ai giorni nostri vista la vastità e complessità dell'edificio.
L'impegno del cardinale Palazzini venne giustamente sottolineato nel 1985 nel discorso di apertura del convegno di studi I Brancaleoni e Piobbico da parte dell'Assessore alla Cultura del Comune di Piobbico che affermava qui mi corre l'obbligo di ricordare l'incessante interessamento dei fratelli Palazzini, Mons. Giuseppe e Sua Eminenza il Cardinale Pietro, che con tenacia sono riusciti a superare ogni ostacolo durante il lungo iter burocratico concernente le fasi di recupero del castello dei Brancaleoni. Per questo suo notevolissimo impegno nel 1992, su proposta della Delegazione di Cagli, Sua Eminenza Rev.ma fu nominata Socio Onorario dell'Istituto Italiano dei Castelli. S. Em. il Card. Palazzini insignito quale Cavaliere di Collare dell'Ordine Militare di S. Brigida fu Gran Priore fino alla Sua morte. È un piccolo segno che si aggiunge alle prestigiosissime quanto numerose onorificenze italiane e straniere delle quali il cardinale Palazzini è stato giustamente insignito.
A questo uomo di corporatura minuta capace di porgere le proprie autentiche sentite scuse in caso di errore, e grande spiritualmente e culturalmente va il ringraziamento di avere difeso la propria terra con le rispettive emergenze culturali. La sua vita per la quale non si è mai risparmiato in nulla può essere ben compresa nella lettera che Sua Santità Giovanni Paolo II gli ha indirizzato il 6 dicembre 1984 dove è riportata in particolare la frase non ha certamente nascosto sotto la terra i talenti ricevuti ma li hai, operando moltiplicato. È un sigillo straordinario ad una vita esemplare.

## Genealogia episcopale
La genealogia episcopale è:
- Cardinale Scipione Rebiba
- Cardinale Giulio Antonio Santori
- Cardinale Girolamo Bernerio, O.P.
- Arcivescovo Galeazzo Sanvitale
- Cardinale Ludovico Ludovisi
- Cardinale Luigi Caetani
- Cardinale Ulderico Carpegna
- Cardinale Paluzzo Paluzzi Altieri degli Albertoni
- Papa Benedetto XIII
- Papa Benedetto XIV
- Papa Clemente XIII
- Cardinale Bernardino Giraud
- Cardinale Alessandro Mattei
- Cardinale Pietro Francesco Galleffi
- Cardinale Filippo de Angelis
- Cardinale Amilcare Malagola
- Cardinale Giovanni Tacci Porcelli
- Papa Giovanni XXIII
- Cardinale Pietro Palazzini

## Onorificenze
- Cavaliere di Gran Croce del Reale Ordine dell'Ala di San Michele
- Cittadinanza onoraria della città di Cagli (Consiglio Comunale di Cagli, delibera n. 256 del 13.08.1984).
- Cavaliere di Collare e Gran Priore dell'Ordine Militare di Santa Brigida